# 3873 Roddy
3873 Roddy eller 1984 WB är en asteroid som korsar Mars omloppsbana. Den upptäcktes 21 november 1984 av den amerikanska astronomen Carolyn S. Shoemaker vid Palomar-observatoriet. Den är uppkallad efter amerikanen David J. Roddy.
Asteroiden har en diameter på ungefär 5 kilometer och den tillhör asteroidgruppen Hungaria.